# Budry (gemeente)
De gemeente Budry is een landgemeente in het Poolse woiwodschap Ermland-Mazurië, in powiat Węgorzewski.
De zetel van de gemeente is in Budry.
Op 30 juni 2004 telde de gemeente 3107 inwoners.

## Oppervlakte gegevens
In 2002 bedroeg de totale oppervlakte van gemeente Budry 175,02 km², waarvan:
- agrarisch gebied: 70%
- bossen: 20%

De gemeente beslaat 25,24% van de totale oppervlakte van de powiat.

## Demografie
Stand op 30 juni 2004:
| Omschrijving                   | Totaal | Totaal | Vrouwen | Vrouwen | Mannen | Mannen |
| ------------------------------ | ------ | ------ | ------- | ------- | ------ | ------ |
| eenheid                        | aantal | %      | aantal  | %       | aantal | %      |
| inwoners                       | 3107   | 100    | 1542    | 49,6    | 1565   | 50,4   |
| bevolkingsdichtheid (inw./km²) | 17,8   | 17,8   | 8,8     | 8,8     | 8,9    | 8,9    |

In 2002 bedroeg het gemiddelde inkomen per inwoner 1332,17 zł.

## Administratieve plaatsen (sołectwo)
Brzozówko, Budry, Budzewo, Góry, Grądy Węgorzewskie, Olszewo Węgorzewskie, Ołownik, Pawłowo, Piłaki Małe, Popioły, Sąkieły Małe, Sobiechy, Wężówko, Więcki, Wola, Zabrost Wielki.

## Overige plaatsen
Bogumiły, Dąbrówka, Dowiaty, Droglewo, Koźlak, Maryszki, Mniszki, Ołownik PGR, Pietrele, Piotrówko, Pochwałki, Skalisko, Wydutki, Zabrost.

## Aangrenzende gemeenten
Banie Mazurskie, Pozezdrze, Węgorzewo. De gemeente grenst aan Rusland.